# کالوم چاپمن-پیج
کالوم چاپمن-پیج (انگلیسی: Callum Chapman-Page؛ زادهٔ ۶ نوامبر ۱۹۹۵) بازیکن فوتبال است.